# コンスタン・ヴァンデン・ストックスタディオン
コンスタン・ヴァンデン・ストックスタディオン（Constant Vanden Stock Stadion）は、ベルギー・ブリュッセルにあるサッカー専用スタジアム。1917年の開場以来RSCアンデルレヒトがホームスタジアムとして使用している。また、2019年からは命名権を売却し、ロト・パルク（Lotto Park）とも呼ばれている。

## 概要
1917年に開場したこのスタジアムは、当初はRSCアンデルレヒトの初代会長に因んでスタッド・エミール・フェルセ（Stade Emile Ferse）と呼ばれていたが、1983年にクラブの黄金期に会長を務めたコンスタン・ヴァンデン・ストックから取られたコンスタン・ファンデン・ストックスタディオン（Constant Vanden Stockstadion）へ改名された。
2019年よりスタジアムの命名権を国内の宝くじ運営企業Nationale Loterijへ売却し、ロト・パルク（Lotto Park）と命名されている。

## 開催された主な試合
- UEFA欧州選手権1972

| 日付          | ホームチーム | 結果 | アウェーチーム | ラウンド |
| ------------- | ------------ | ---- | -------------- | -------- |
| 1972年6月14日 | ハンガリー   | 0-1  | ソビエト連邦   | 準決勝   |

- 国際Aマッチ

| 日付           | ホームチーム | 結果 | アウェーチーム | 大会                          |
| -------------- | ------------ | ---- | -------------- | ----------------------------- |
| 1985年10月16日 | ベルギー     | 1-0  | オランダ       | 1986 FIFAワールドカップ・予選 |
| 1987年4月1日   | ベルギー     | 4-1  | スコットランド | UEFA欧州選手権1988予選        |
| 1991年11月20日 | ベルギー     | 0-1  | ドイツ         | UEFA EURO 1992予選            |
| 1994年12月17日 | ベルギー     | 1-4  | スペイン       | UEFA EURO 1996予選            |
| 2022年3月29日  | ベルギー     | 3-0  | ブルキナファソ | 親善試合                      |

## ギャラリー

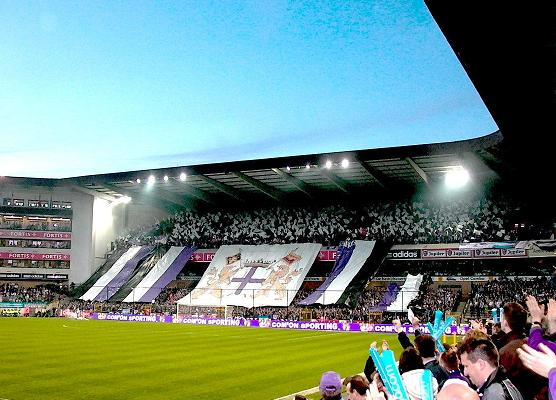
バックスタンド
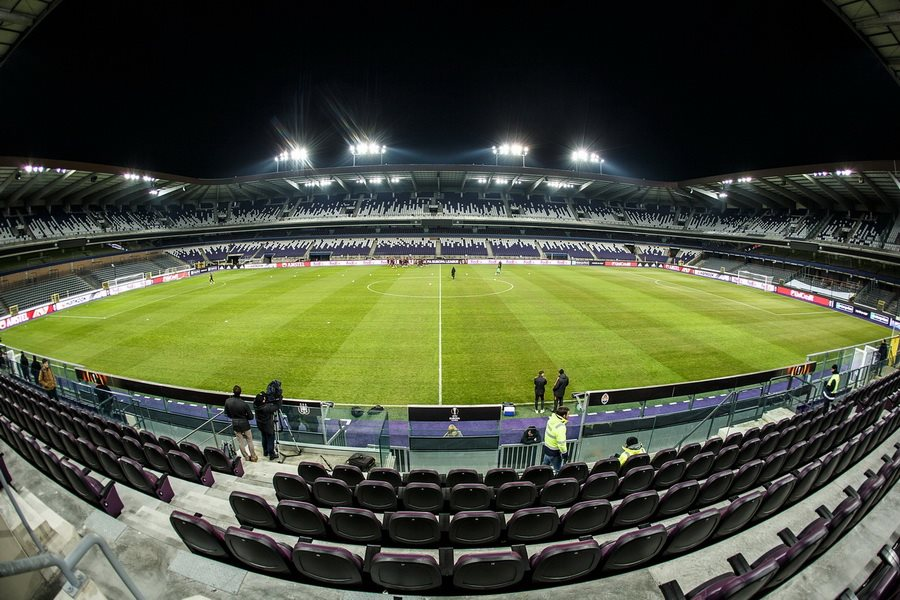
メインスタンドからの眺め
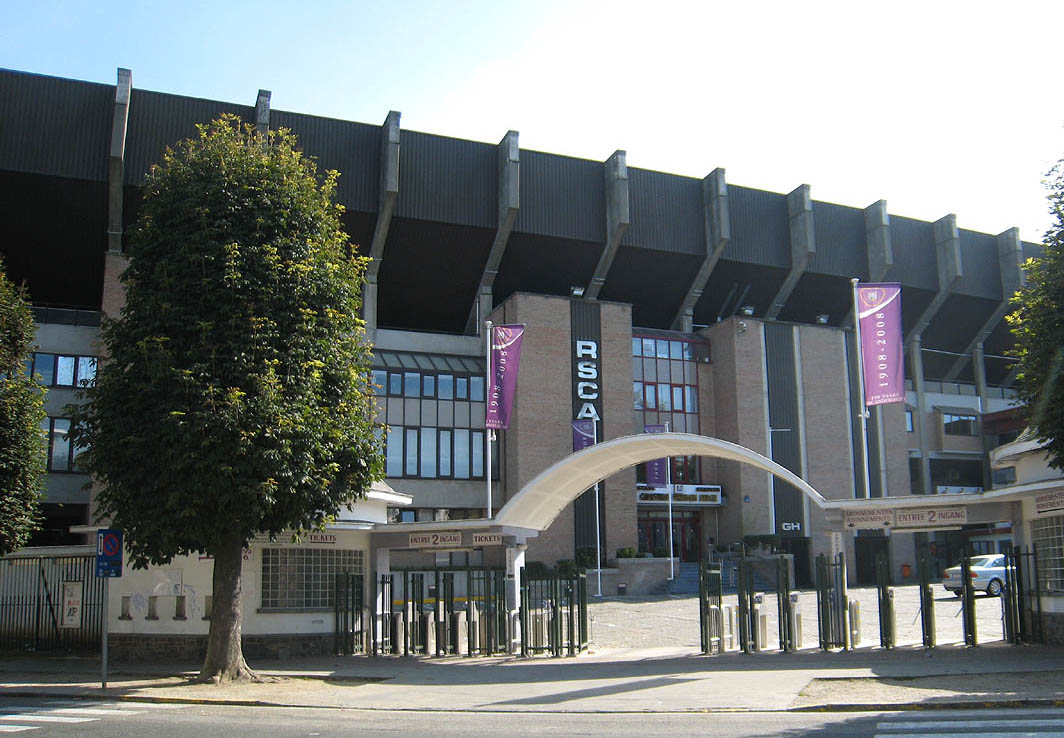
2008年の外観
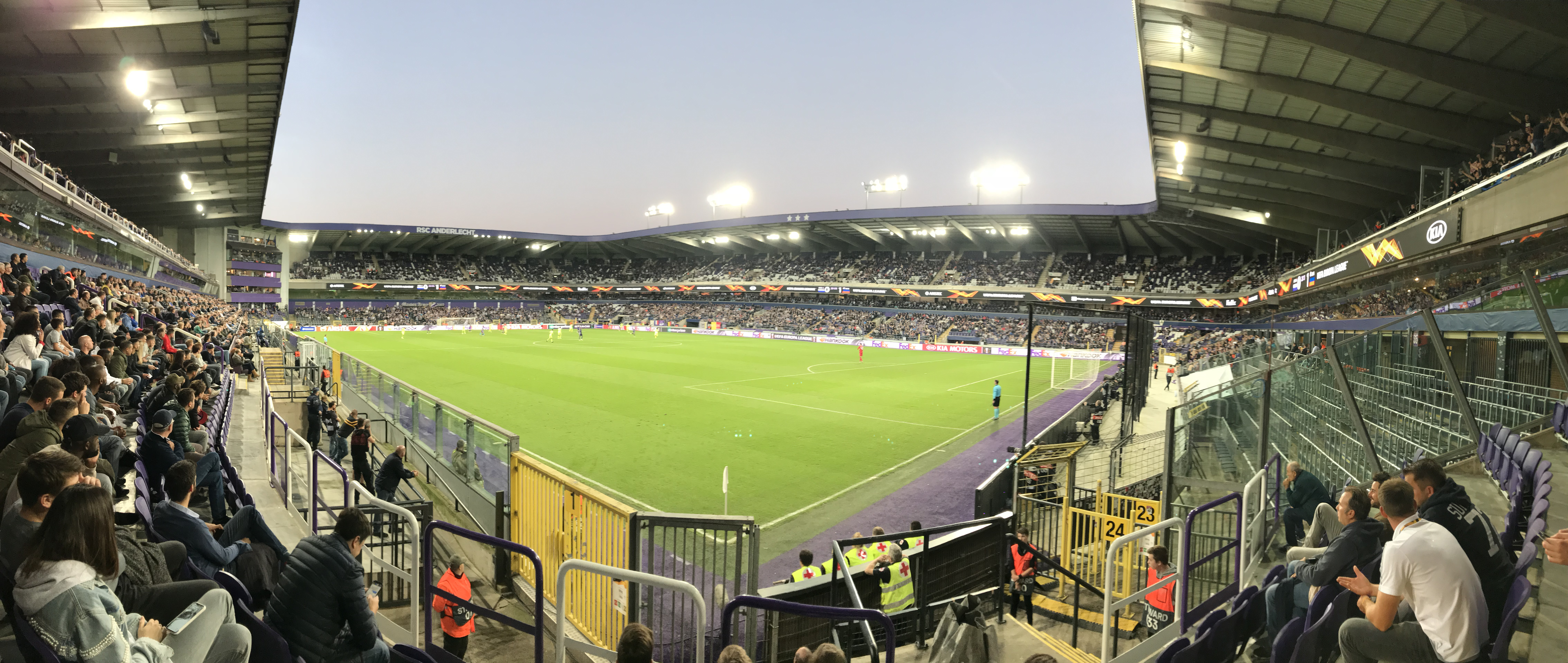
2018年の内観
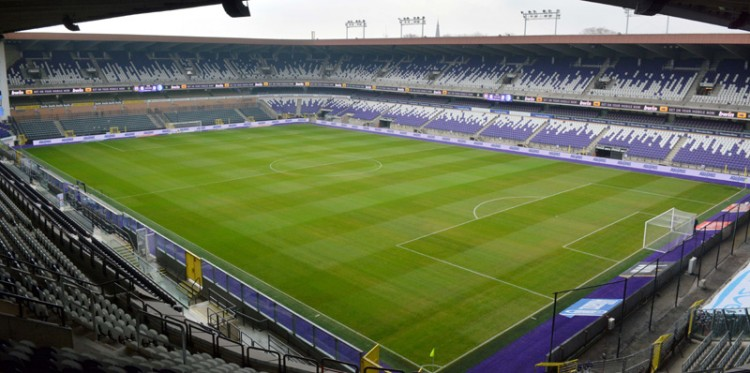
2019年の内観